# Mamadou Coulibaly (football, 1980)
Pour les articles homonymes, voir Mamadou Coulibaly et Coulibaly.
 (juillet 2013).
Si vous disposez d'ouvrages ou d'articles de référence ou si vous connaissez des sites web de qualité traitant du thème abordé ici, merci de compléter l'article en donnant les références utiles à sa vérifiabilité et en les liant à la section « Notes et références ».
Mamadou Coulibaly (né le 26 mai 1980 à Bouaké) est un ancien footballeur international ivoirien.

## Carrière
Mamadou Coulibaly commence sa carrière de footballeur professionnel en Europe, au Sporting Lokeren en Belgique.
Après un bref passage au Danemark et en Grèce, il revient en Belgique et participe à la montée en 3e division du FC Bleid en 2009-2010.
En 2013, il joue au Luxembourg au FC Rodange.
En 2017, il intègre la première provinciale au FC Rossignol. 